# اندارفکلاس ماین‌سوییپر
اندارفکلاس ماین‌سوییپر (به انگلیسی: Ensdorf-class minesweeper) یک کلاس از کشتی است که طول آن 54.40 m می‌باشد.